# Modello della ragnatela
Il modello della ragnatela è una teoria che cerca di spiegare la fluttuazione dei prezzi, e gli esempi classici forniti dalla letteratura espongono il caso del settore agricolo. I coltivatori possono seminare del frumento o del granoturco. La loro scelta dipende dai prezzi che sperano di ricevere al momento del raccolto. Supponiamo che i coltivatori prendono il prezzo attuale come stima del prezzo atteso (aspettativa statica: {\displaystyle p_{t+1}^{a}=p_{t}}). Se il prezzo del frumento è alto e quello del granoturco basso, i coltivatori semineranno molto grano. Al momento della raccolta il prezzo del grano sarà basso (si suppone che i coltivatori siano obbligati a vendere tutto il loro raccolto) e quello del granoturco alto. La prossima stagione i coltivatori semineranno poco frumento e alla prossima raccolta il prezzo sarà alto. Ci sarà quindi un ciclo dei prezzi con dei valori alti che alternano con dei valori bassi.
Un altro esempio è quello del ciclo del maiale: se il prezzo dei suini è alto si alleveranno molti maiali e dopo alcuni mesi, al momento della vendita, il prezzo sarà basso (gli allevatori sono obbligati a venderli e allora l'offerta è forte e il prezzo basso). Ci saranno meno suini allevati e così di seguito.

## Il modello
Sia la funzione di offerta al periodo t:
{\displaystyle q_{t}^{s}=c+fp_{t}^{a}}
dove q è la quantità, {\displaystyle p_{t}^{a}} il prezzo di vendita previsto e c, f dei parametri positivi. 

Equilibrio stabile: i prezzi a corto termine convergono verso il valore di equilibrio

Equilibrio instabile: i prezzi a corto termine si allontanano sempre più dal valore di equilibrio

Supponiamo che l'allevatore prenda il prezzo odierno come stima del prezzo atteso (aspettative statiche: {\displaystyle p_{t}^{a}=p_{t-1}}). La funzione di offerta diventa:
{\displaystyle q_{t}^{s}=c+fp_{t-1}}
Se la domanda è la funzione lineare seguente:
{\displaystyle q_{t}^{d}=a+bp_{t}}
con a > 0 et b < 0 , si ottiene il prezzo di equilibrio uguagliando queste due funzioni:
{\displaystyle p_{t}={\frac {c-a}{b}}+{\frac {f}{b}}p_{t-1}}
La soluzione di questa equazione di differenze finite è:
{\displaystyle p_{t}=\left[p_{o}-{\frac {c-a}{b-f}}\right]\left({\frac {f}{b}}\right)^{t}+{\frac {a-c}{f-b}}}
Siccome {\displaystyle f/b} è un valore negativo, si ottengono delle oscillazioni dei prezzi attorno al prezzo di equilibrio di lungo periodo {\displaystyle p^{*}=[(a-c)/(f-b)]} siccome {\displaystyle (f/b)^{t}} è negativo o positivo secondo che l'esponente sia un numero pari o un numero dispari.
Nel grafico con equilibrio stabile, se la quantità prodotta è {\displaystyle q_{1}} il prezzo pagato è {\displaystyle p_{1}}. Questo alto prezzo conduce a una forte produzione {\displaystyle q_{2}} nel periodo seguente (si veda la curva di offerta s) ma allora il prezzo pagato sarà basso (affinché la domanda D possa assorbire questa quantità) e così di seguito. Si ottiene un grafico che assomiglia ad una ragnatela.
Se f è superiore al valore assoluto di b, l'equilibrio è instabile e le oscillazioni dei prezzi pagati diventano sempre più forti. In altri termini, se l'elasticità dell'offerta è superiore all'elasticità della domanda, non c'è limite nella fluttuazione dei prezzi. Samuelson suppone allora che a partire da un certo livello di fluttuazione l'elasticità dell'offerta diventa inferiore a quella della domanda. In questo caso i prezzi oscillano tra due limiti fissi.

## Le critiche
Le aspettative statiche non sono molto realiste. Il coltivatore dovrebbe rendersi conto che prevede un prezzo alto e ottiene un prezzo basso o viceversa.
In realtà il problema non è così semplice poiché altri fattori intervengono nel calcolo del prezzo e possono contrastare o annullare la tendenza teorica. Per esempio, il morbo della mucca pazza ha fatto aumentare il prezzo della carne di maiale.
Affinché l'equilibrio sia stabile bisogna che l'elasticità della domanda sia più forte di quella dell'offerta. In realtà si costata il contrario e allora l'equilibrio sarebbe instabile. Inoltre, la lunghezza dei cicli prevista dal modello (due volte la durata della produzione) è inferiore ai valori osservati.
Si potrebbe supporre che il prezzo previsto sia il prezzo attuale più una modifica prevista:
{\displaystyle p_{t+1}^{a}=p_{t}+\delta }
dove {\displaystyle \delta } è un valore negativo quando il prezzo attuale è considerato troppo alto e un valore positivo quando è considerato troppo basso.
Se le aspettative sono adattive la funzione di offerta diventa:
{\displaystyle q_{t}^{s}=c+f\left[\beta p_{t-1}+(1-\beta )p_{t-1}^{a}\right]}
Uguagliando l'offerta e la domanda si ottiene:
{\displaystyle p_{t}=\left[\left({\frac {f}{b}}-1\right)\beta +1\right]p_{t-1}+{\frac {(c-a)\beta }{b}}}
e la soluzione è:
{\displaystyle p_{t}=(p^{*}-p_{o})\left[\left({\frac {f}{b}}-1\right)\beta +1\right]^{t}+p^{*}}
Quando {\displaystyle \beta } è debole l'equilibro sarà quasi sempre stabile.
Se le aspettative sono razionali, gli errori di previsione sono senza bias e non sono correlati. Tuttavia, il ciclo sparisce. Bisogna introdurre delle variabili aleatorie (condizioni climatiche, modificazioni della domanda, eccetera) se si vuole ottenere un ciclo dei prezzi agricoli.